# ハグアレス (ラグビー)
ハグアレス（西: Jaguares）は、かつてスーパーラグビーに参戦していたアルゼンチンのラグビーユニオンチーム。2020年に解散した。日本ではジャガーズと表記されることもあるが、原語であるスペイン語の発音はハグアレスに近く、公式英語実況もそのように発音する。

## 概要
スーパーラグビーに参戦するために、アルゼンチンラグビー協会により創設された。

## 歴史
国内にプロリーグを持たないアルゼンチンでは、国内選手のレベルアップを図るために、2010年に国内の若手プレーヤーを中心とするパンパスXVを編成し、南アフリカの国内リーグであるボーダコムカップに参戦していたが、財政的事情により離脱。その後はボーダコムカップに代わりIRBパシフィックラグビーカップに参戦し、2014シーズン、2015シーズンと連覇を達成した。
上記のようなパンパスXVの活躍にもかかわらず、アルゼンチンラグビー協会は、スーパーラグビーへのアルゼンチンチームの参加について交渉を続けていた。スーパーラグビーを統括するSANZARは2011シーズンから2015シーズンまでの放映権を販売済みであり、これは、その期間内はスーパーラグビーのフォーマットが変わらないことを意味していた。
2013年、SANZARのグレッグ・ピーターズCEOは、2016シーズンより、スーパーラグビーを拡大させることを発表。追加参加するチームの1つとして、南アフリカのキングスを挙げた。2014年初頭、SANZARは、スーパーラグビーが2016シーズンより15チームから18チームに拡大し、ブエノスアイレスを本拠地とするアルゼンチンのチームが、南アフリカグループに参戦することを認めた。2014年11月、SANZAR執行理事会は、南アフリカラグビー協会のキングスに加え、アルゼンチンラグビー協会（ハグアレス）および日本ラグビー協会（サンウルブズ）から新たなチームが加わることを正式に承認した。
2016シーズンからスーパーラグビーに参戦した。4年目となる2019シーズンには、南アフリカカンファレンスを首位で通過すると、プレーオフでもファイナルまで勝ち進んだ。最後はニュージーランドのクルセイダーズに3-19で敗れたものの準優勝の成績を残した。
2020シーズンは、COVID-19パンデミックの影響によりシーズン途中で打ち切りとなった。この年を最後にスーパーラグビーから撤退し、チームは解散した。

## チーム名称
2015年12月16日、チーム名称がハグアレス（「ジャガーズ」の意味）となることが発表された。ジャガーには『探し求めること』、『スキル』、『パワー』といった意味が込められている。

## ホームスタジアム

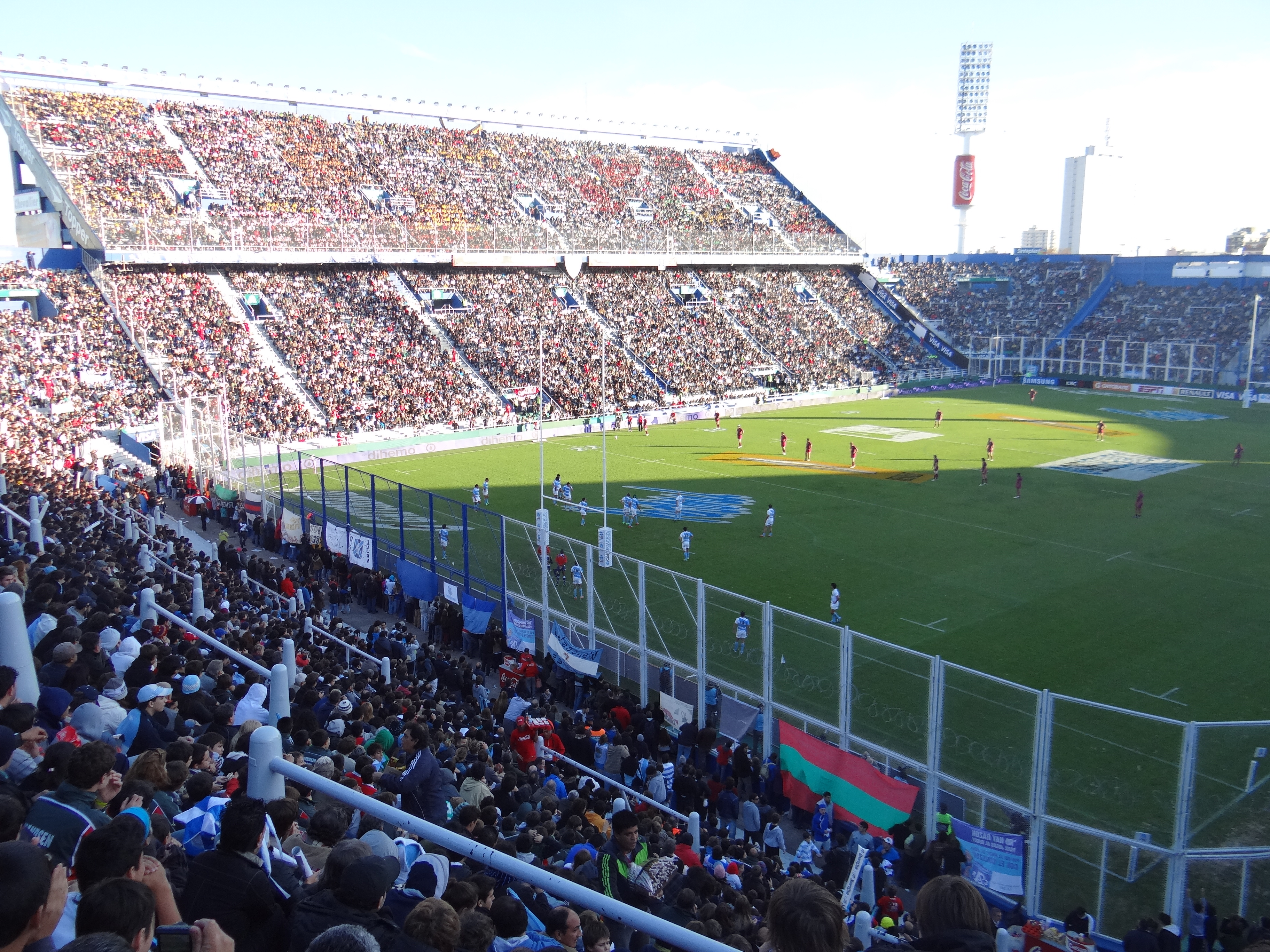

ブエノスアイレスのエスタディオ・ホセ・アマルフィターニを本拠地としていた。本スタジアムは、サッカークラブ・CAベレス・サルスフィエルドの本拠地でもある。

## 成績

### スーパーラグビー戦績
| シーズン | 試合数 | 勝 | 分 | 敗 | 順位 | プレーオフ |
| -------- | ------ | -- | -- | -- | ---- | ---------- |
| 2016     | 15     | 4  | 0  | 11 | 13位 | ―          |
| 2017     | 15     | 7  | 0  | 8  | 10位 | ―          |
| 2018     | 16     | 9  | 0  | 7  | 7位  | ベスト8    |
| 2019     | 16     | 11 | 0  | 5  | 2位  | 準優勝     |

- 2016・2017シーズン：18チームが参加
- 2018・2019シーズン：15チームが参加

## スコッド
2020シーズンのスコッド（2020年2月現在）
| プロップ - ハビエル・マヌエル・ディアス - サンティアゴ・メドラノ - ジョエル・スクラビ - ルシオ・ソルドーニ - ナウエル・テタス＝チャパロ - マイコ・ビバス - フアン・パブロ・ツァイス フッカー - アガスティン・クレーヴィ - フリアン・モントーヤ - サンティアゴ・ソシノ ロック - マティアス・アレマノ - イグナシオ・カラス - マルコス・クレイマー - ルーカス・パウロス - グイド・ペティ・パガディザバル | フランカー、ナンバーエイト - ロドリゴ・ブルーニ - フランシスコ・ゴリセン - サンティアゴ・グロンドーナ - トマス・レサナ - サンティアゴ・モンタグネール - ハビエル・オルテガ・デシオ - バウティスタ・ペデモンテ スクラムハーフ - ゴンサロ・ベルトラノウ - トマス・クベリ - フェリペ・エスクラ スタンドオフ - トマス・アルボルノス - ホアキン・ディアス・ボニージャ - ドミンゴ・ミオッティ | センター - サンティアゴ・カレラス - フアン・パブロ・カストロ - サンティアゴ・チョコバレス - ヘロニモ・デラフエンテ - ルーカス・メンサ - マティアス・オーランド ウイング - エミリアノ・ボフェッリ - セバスティアン・カンセジエレ - マテオ・カレラス - フアン・クルス・マリア - マティアス・モローニ フルバック - バウティスタ・デルグイ - ホアキン・トゥクレ |
| | | |
| 太字はキャップを持っている選手。はキャプテン。 | | |

### コーチ
| 名前                   | 役職               |
| ---------------------- | ------------------ |
| ラウル・ペレス         | ヘッドコーチ       |
| フェリペ・コンテポーミ | アシスタントコーチ |
| ホセ・ペジセナ         | アシスタントコーチ |
| マルティン・ガイタン   | アシスタントコーチ |

## 歴代所属選手
- フアン・マルティン・エルナンデス
- サンティアゴ・ゴンザレス
- パブロ・マテラ
- ニコラス・フレイタス
- ファクンド・イサ
- サンティアゴ・ガルシア・ボッタ
- ラミロ・エレーラ
- ルーカス・ノゲラ＝パズ
- サンティアゴ・コルデロ
- フェデリコ・ニコラス・サンチェス
- トーマス・レオナルディ
- エンリケ・ピエレット
- レオナルド・セナトーレ
- トマス・ラバニーニ
- サンティアゴ・アルバレス
- ルーカス・ゴンサレス＝アモロシーノ
- フアン・マヌエル・レギサモン
- マルティン・ランダホ
- ラミロ・モヤノ